# Vahrenheide
Vahrenheide ([faːʁənhaɪ̯də] ) ist ein Stadtteil im Norden der niedersächsischen Landeshauptstadt Hannover und gehört zum Stadtbezirk Bothfeld-Vahrenheide.

## Lage und Bevölkerung

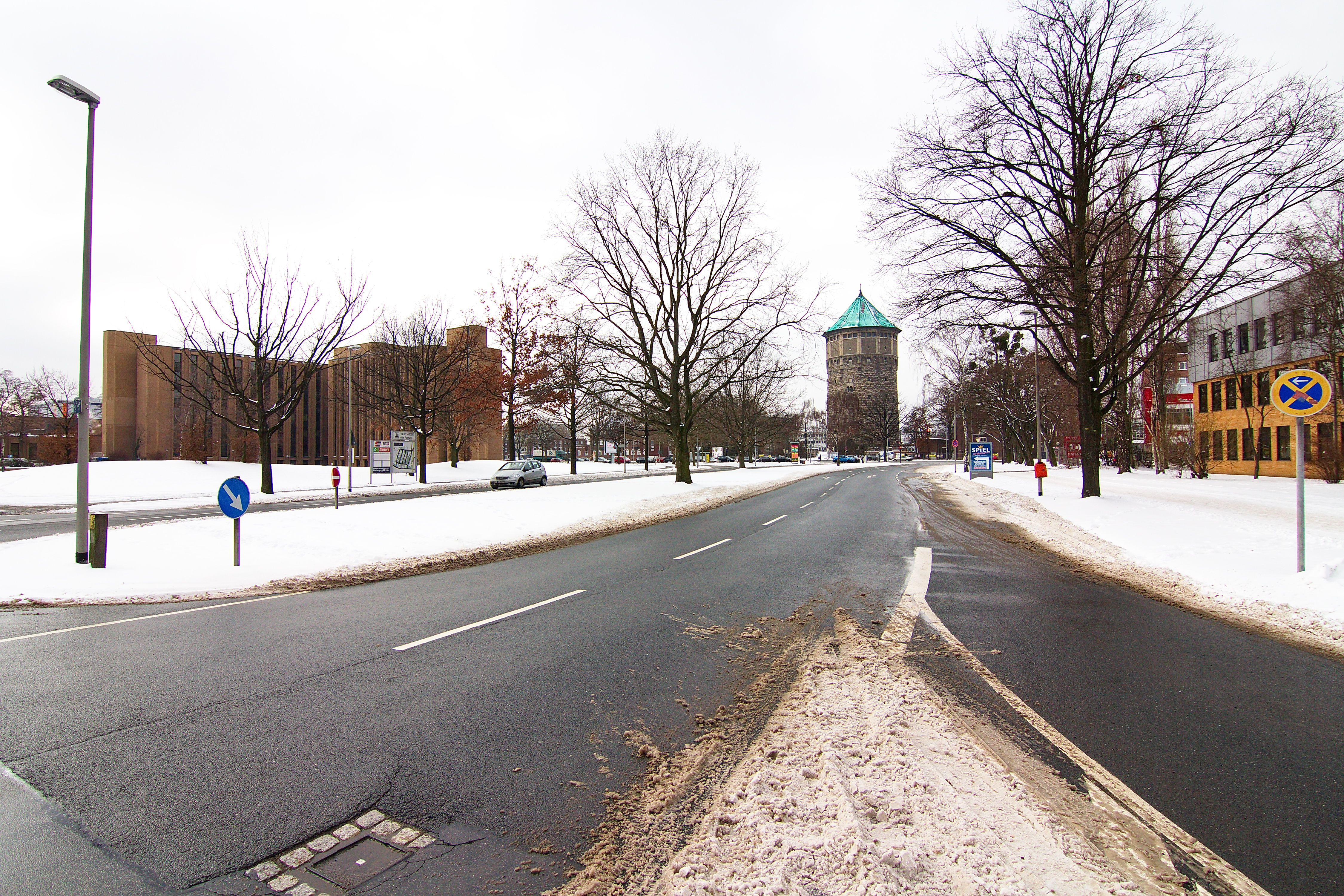
Blick von der Straße „Alter Flughafen“ zum Wasserturm Hannover

Vahrenheide wird im Norden durch die Autobahn 2 und die Kugelfangtrift begrenzt, im Osten durch die Straße Holzwiesen, im Süden durch den Mittellandkanal und im Westen durch die Vahrenwalder Straße. Im Norden grenzt Vahrenheide an Langenhagen, im Süden an Hannovers Stadtteile Vahrenwald und List. Vahrenheide hatte Ende 2022 9.998 Einwohner (5.053 Frauen und 4.945 Männer), davon haben etwa 70,6 % einen Migrationshintergrund. Teile von Vahrenheide gelten als sozialer Brennpunkt.

## Geschichte
Der Stadtteil hat seinen Namen von der Vahrenwalder Heide. Dieses Gelände bildete früher den östlichen Teil der Mecklenheide und diente im 19. und beginnenden 20. Jahrhundert dem hannoverschen Militär als Exerzier- und Paradefläche. Über den Großen Kolonnenweg gelangten die Truppen auf das 100 Hektar große Terrain.
Am Südrand der Vahrenwalder Heide befand sich eine der beiden hannoverschen Richtstätten. Dort wurde letztmalig am 22. September 1857 ein 21 Jahre alter Raubmörder, Friedrich Wilhelm Amelung aus Hoheneggelsen, mit dem Schwert vom Leben zum Tod gebracht. Danach wurde der Bereich des „Hochgerichts“ dem Militär gewidmet. Die Fläche wurde mit Birken und Erlen bepflanzt und büßte zudem beim Bau des Mittellandkanals 1914 ihren nördlichen Bereich ein. Daneben wurde 1913 die Kaiserbrücke gebaut. Die frühere Richtstätte geriet nun schnell in Vergessenheit.
Auf der Vahrenwalder Heide soll am 18. August 1903 Karl Jatho einen der ersten Motorflüge der Welt vollbracht haben. In seinem Tagebuch notierte der Hannoveraner, an jenem Tag mit dem Flieger Jatho II einige Meter in der Vahrenwalder Heide geschwebt zu sein. Einige Jahre später schuf die Reichswehr hier einen Flugplatz, aus dem nach dem Ersten Weltkrieg der Flughafen Hannover-Vahrenwald entstand. 1913 wurde hier eine Luftschiffhalle errichtet. Im Bereich der heutigen Leipziger und Dresdener Straße entstand ein Zeppelinbahnhof als Standort von etwa zehn Heeresluftschiffen. Da sie als Rüstungseinrichtung angesehen wurde, musste die Luftschiffhalle 1919 gemäß den Bestimmungen des Versailler Vertrages abgerissen werden. Der Flughafen wurde im Zweiten Weltkrieg schwer beschädigt und danach nicht wieder in Betrieb genommen. Als Ersatz wurde 1952 der Flughafen Hannover-Langenhagen eröffnet. Das 1934/35 errichtete Empfangsgebäude steht noch und wurde von der Bundeswehr zunächst jahrelang als Kreiswehrersatzamt und heute als Bundeswehrdienstleistungszentrum genutzt.
Aufgrund der Wohnungsknappheit nach dem Zweiten Weltkrieg wurde ab 1955 das Wohngebiet Vahrenheide erbaut. Die zusammenhängende Fläche des Vahrenheider Gebietes war zunächst ausschließlich im Bundesbesitz. Von der Gemeinnützigen Baugesellschaft MBH Hannover 1967 „als Bauland unentbehrlich“ bezeichnet, wurden der Stadt die Flächen des ehemaligen Flughafens und des Truppenübungsplatzes sowie die Gartenkolonien Heidegrün und Silbersee zur Siedlungsentwicklung überlassen. Im Besitz des Bundes verblieben die nördlichen Flächen entlang der Autobahn. Im Jahr 1954 wurde die Vahrenwalder Heide im Flächennutzungsplan als Baugelände ausgewiesen und 1955 begann der Wohnungsbau.

## Vahrenheide heute

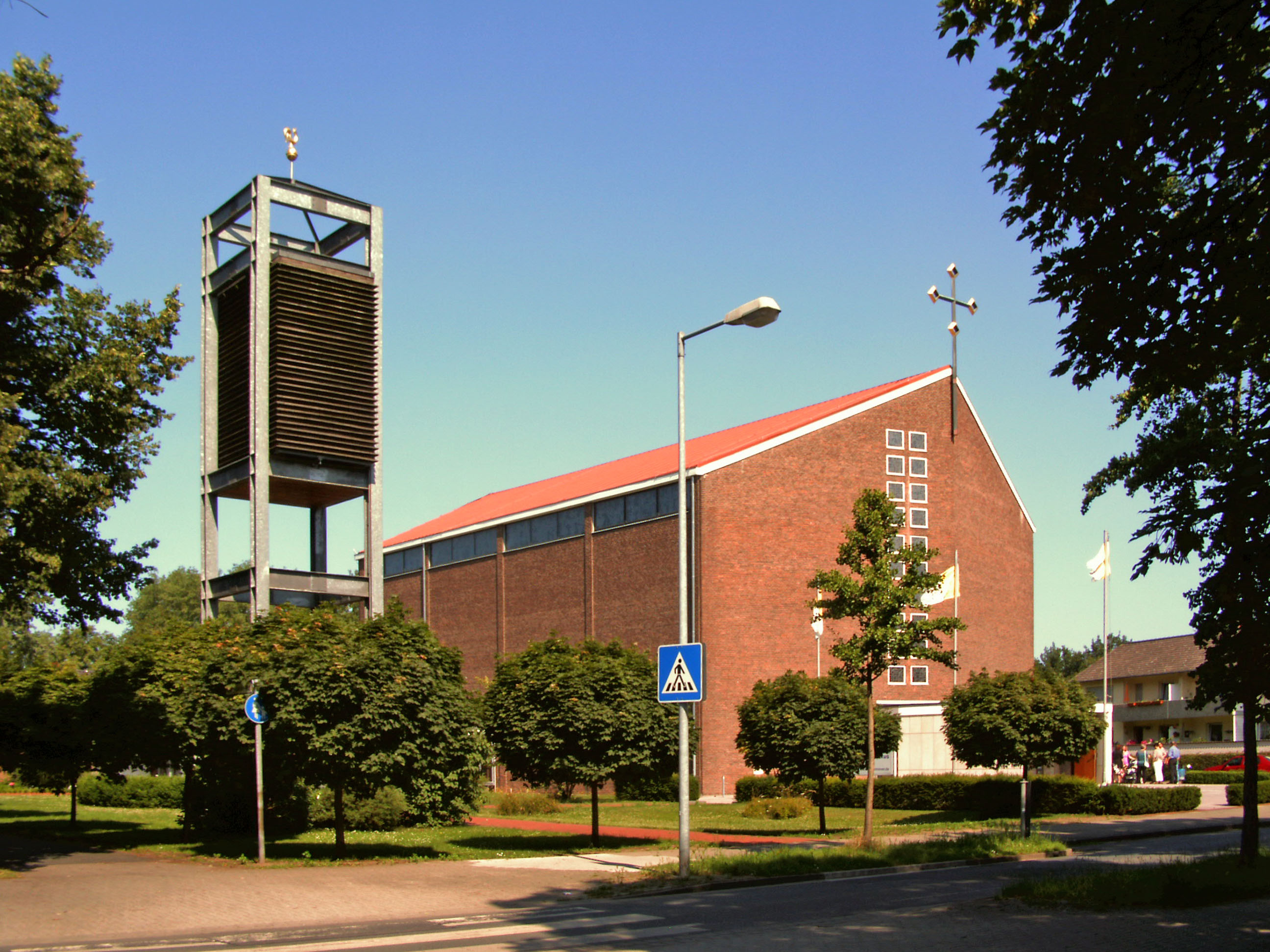
Franziskuskirche in Vahrenheide

In Vahrenheide befinden sich die evangelisch-lutherische Tituskirche und die katholische St.-Franziskus-Kirche, beide Kirchen wurden im Jahr 1964 fertiggestellt und eingeweiht.
1965 wurde eine Straßenbahnstrecke von der Vahrenwalder Straße nach Vahrenheide eröffnet. Diese Strecke wurde 1979 anlässlich der Eröffnung des Stadtbahnbetriebs zum neuen Endpunkt Alte Heide im Stadtteil Sahlkamp verlängert. Heute verkehrt hier die Stadtbahnlinie 2.
| Linie | Verlauf | Takt |
| ----- | --- | --- |
| 2     | Alte Heide – Bahnstrift – Vahrenheider Markt – Büttnerstraße – Niedersachsenring – Hauptbahnhof – Kröpcke – Aegidientorplatz – Altenbekener Damm – Peiner Straße – Bothmerstraße – Laatzen/Eichstraße (Bahnhof) – Laatzen/aquaLaatzium – Laatzen/Ginsterweg – Rethen – Gleidingen | 10 min (Alte Heide–Peiner Str werktags) 20 min (Peiner Str–Gleidingen werktags) 15 min (sonn-/feiertags) |

Zudem gibt es viele Kleingarten-Kolonien.

### Vahrenheide-West
Der Stadtteil wurde in den 1950er Jahren geplant. Die Wohngebiete sind geprägt durch Reihenhäuser und Zeilenbebauung aus den 1950er und 1960er Jahren mit viel Grünanteil. Hier befinden sich Sport- und Tennisplätze, ein Reiterstadion, ein Freibad und das Gymnasium Herschelschule. Zudem gibt es dort viel Industrie (z. B. Forbo Siegling oder Zeppelin GmbH) und einige Möbelhäuser, z. B. Mömax oder Küchen Aktuell. Eine große Fläche nimmt die Hauptfeldwebel-Lagenstein-Kaserne ein.

### Vahrenheide-Ost

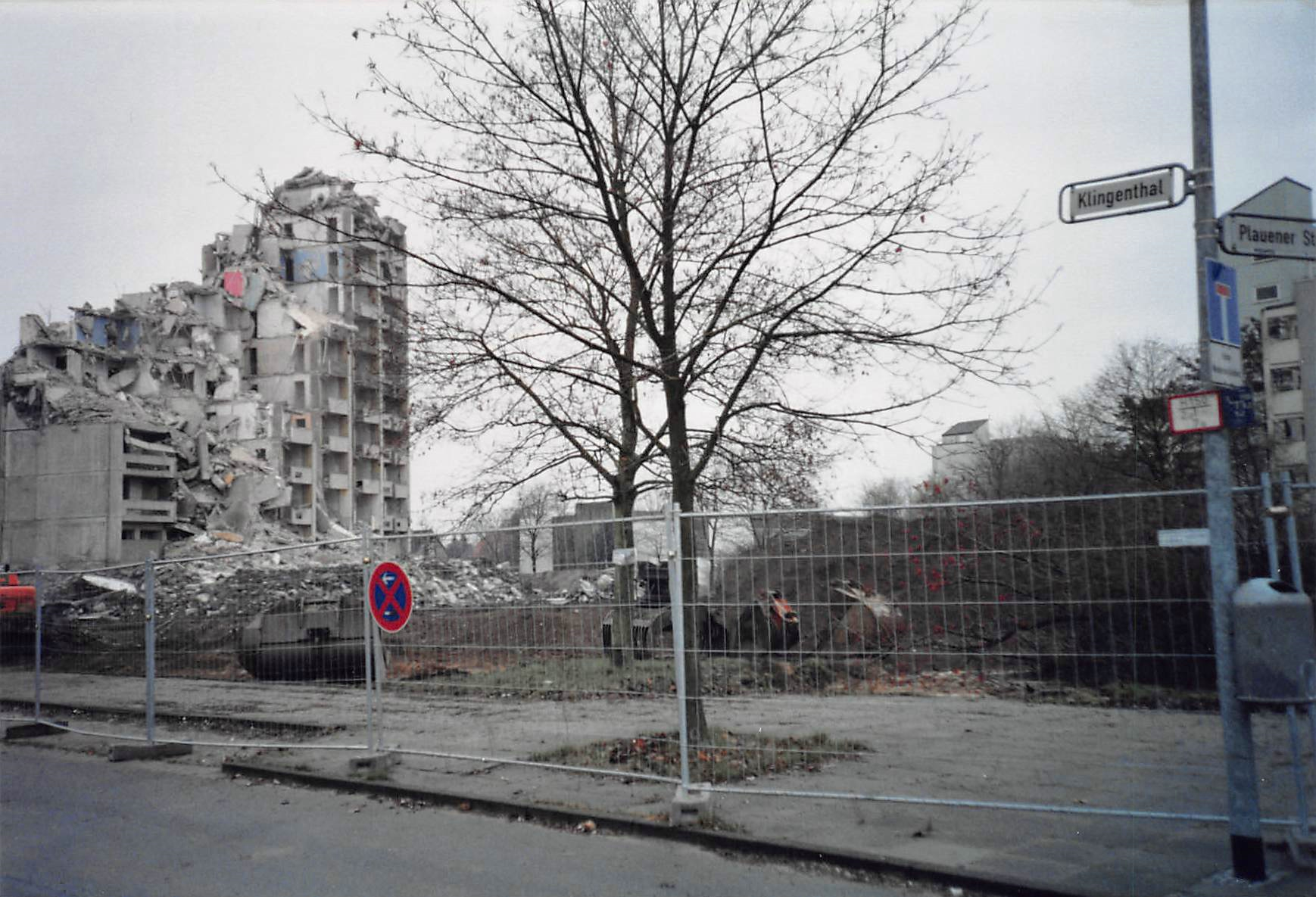
Großwohnanlage Klingenthal, 2004

In Vahrenheide-Ost sind in den 1970er Jahren viele Hochhausbauten als Großwohnsiedlungen entstanden. Durch den hohen Anteil an Sozialwohnungen wurde das Viertel zu einem sozialen Brennpunkt. 2004 wurde ein großer Hochhauskomplex, die stadtweit bekannte, bis zu 20-geschossige Großwohnanlage Klingenthal 5–6b, abgerissen. Für € 1,2 Millionen wurden 225 Wohnungen mit einer Gesamtfläche von 17.400 Quadratmetern zurückgebaut. Das Gebiet wurde mit Reihenhäusern neu bebaut, die nach Petra Kelly und Lotte Lemke benannten Straßen wurden neu angelegt. In Vahrenheide-Ost haben zwei Drittel der Bewohner einen Migrationshintergrund, die Arbeitslosenquote ist überdurchschnittlich hoch.